# Nicolás Zapata
Nicolás Zapata (Real de Catorce, San Luis Potosí, 1770 - Chihuahua, Chihuahua, 6 de junio de 1811) fue un novohispano de ideología liberal que participó en el desarrollo de la independencia de México.

## Semblanza biográfica
Fue alcalde de su ciudad natal y en 1806, mayordomo de la Alhóndiga de San Luis Potosí. Fue aprehendido por conspirar contra el gobierno del virreinato, se le encarceló en el Convento del Carmen por órdenes de Félix María Calleja.  Desde su cautiverio, continuó la labor conspirativa a favor de la independencia, contribuyendo a la revolución de San Luis Potosí del 10 de noviembre de 1810. Fue liberado por Mariano Jiménez y al integrarse al movimiento armado recibió el cargo de mariscal de campo.
Después de la derrota en la Batalla de Puente de Calderón, los insurgentes se replegaron hacia el norte con la intención de buscar ayuda en Estados Unidos, Zapata fue nombrado jefe de escolta. Pero el grupo fue traicionado por Ignacio Elizondo, los rebeldes fueron capturados en Acatita de Baján y trasladados a Chihuahua, lugar en donde Nicolás Zapata fue fusilado el 6 de junio de 1811.